# نور الدين علوش
نور الدين علوش هو كاتب وباحث فلسفي مغربي، من مواليد مدينة فاس.

## سيرة ذاتية
ولد نور الدين علوش في 26 نوفمبر عام 1979م في مدينة فاس المغربية، ودرس الفلسفة التواصلية وتداولية الخطاب الاكسيولوجي في الفكر المعاصر في جامعة سيدي محمد بن عبد الله في فاس بالمغرب، وتخرج منها عام 2004م. وهو عضو مؤسس للرابطة المغربية للصحافة الالكترونية، وعضو في اتحاد كتاب الإنترنت المغاربة، وفي جمعية المدونين المغاربة، وفي المركز الديمقراطي العربي، وفي مركز الوفاق الانمائي للدراسات والابحاث، وفي العصبة الدولية للصحفيين الشباب.

## أعماله
صدر عنه العديد من الأعمال، من بينها:
- «البديل الحضاري قراءة وثائقية»، بالدار البيضاء عام 2007م.
- «حركة الإصلاح والتوحيد»، عن دار ناشري بالكويت عام 2010م.
- «المنظمات غير الحكومية ورهان حقوق الإنسان - نموذج المنظمة المغربية لحقوق الإنسان»، تم النشر عام 2011م بواسطة دار ناشري للنشر الإلكتروني.
- «حوارات في الفلسفة السياسية المعاصرة»، تم النشر عام 2013م بواسطة ابن النديم للنشر والتوزيع.
- «أعلام الفلسفة السياسية المعاصرة»، تم النشر عام 2013م بواسطة ابن النديم للنشر والتوزيع، ودار الروافد الثقافية.
- «فلسفة السلطة السياسية عند يورغن هيبر ماس»، تم النشر بواسطة الرافدين عام 2015م.
- «الفلسفة المعاصرة بصيغة المؤنث»، تم النشر عام 2016م بواسطة دار اليازوري.
- «المدرسة الألمانية النقدية»، تم النشر بواسطة الكتاب.
- «الفلسفة الأمريكية المعاصرة»، تم النشر عام 2016م بواسطة دار الرافدين للطباعة والنشر والتوزيع.